# São Pedro da Cipa
São Pedro da Cipa es un municipio brasilero del estado de Mato Grosso. Se localiza a una latitud 16º00'02" sur y a una longitud 54º55'17" oeste, estando a una altitud de 264 metros. Su población estimada en 2004 era de 3 596 habitantes.
Posee un área de 345,526 km².